# Cristiano Sociali
I Cristiano Sociali sono stati un movimento politico italiano attivo dal 1993 al 1998.
Nel 1998 si è sciolto come soggetto autonomo, contribuendo alla nascita dei Democratici di Sinistra e ancora oggi agisce a livello di corrente del Partito Democratico.

## Storia
I Cristiano Sociali nascono il 14 settembre 1993 come scissione dalla Democrazia Cristiana con lo scopo di offrire una presenza organizzata al cristianesimo sociale nell'allora schieramento dei progressisti. Il movimento riprende nel nome il Partito Cristiano Sociale di Gerardo Bruni (attivo nell'immediato dopoguerra alle elezioni del 1946 e del 1948) e si ispira "ai principi etico-politici di democrazia, solidarietà, libertà ed uguaglianza sanciti dalla Costituzione". Fra i padri fondatori figurano l'ex leader sindacale e deputato del Partito Socialista Italiano Pierre Carniti e l'economista e dirigente democristiano Ermanno Gorrieri. Al movimento, formato da cristiani progressisti e socialisti cristiani, aderirono, tra gli altri, anche personalità quali Dario Franceschini, Paola Gaiotti, Gianni Francesco Mattioli, Luciano Guerzoni, Luigi Viviani, Laura Rozza, Aldo Preda e altri, compresi molti sindacalisti ed ex-aclisti.
In occasione delle elezioni politiche del 1994, il movimento aderisce alla coalizione di centro-sinistra dei Progressisti. Sono eletti otto deputati (Paola Gaiotti De Biase e Mimmo Lucà, nelle liste del PDS, e Vito Fumagalli, Luciano Galliani, Luciano Guerzoni, Giuseppe Lombardo, Domenico Maselli e Sergio Tanzarella, nelle file dei Progressisti) e sei senatori (Pierpaolo Casadei Monti, Michele Corvino, Guido De Guidi, Enrica Pietra Lenzi, Giovanni Russo, Cosimo Scaglioso). In occasione delle amministrative del giugno successivo un esponente del partito, Giulio Lazzarini è eletto sindaco di Lucca in rappresentanza di una lista civica che, in anticipo di un anno rispetto al trend nazionale, vede l'alleanza PDS-PPI.
In vista delle successive elezioni politiche del 1996, i Cristiano Sociali aderiscono a L'Ulivo e stringono un patto federativo con il Partito Democratico della Sinistra. Sono eletti quattro senatori (Guido De Guidi, Pierpaolo Casadei Monti, Giovanni Russo e Luigi Viviani) e cinque deputati (Mimmo Lucà, Domenico Maselli, Marcella Lucidi, Carlo Stelluti e Franco Chiusoli).
In occasione degli Stati generali della sinistra a Firenze, il 13 febbraio 1998, i Cristiano Sociali hanno contribuito alla fondazione dei Democratici di Sinistra insieme a Partito Democratico della Sinistra, Movimento dei Comunisti Unitari, Sinistra Repubblicana e Federazione Laburista.

## Associazione politica
A seguito della confluenza nei DS, i Cristiano Sociali divengono un'associazione politica. Nel 2001, i candidati eletti riconducibili a tale area sono Mimmo Lucà, Marcella Lucidi, Aldo Preda, Franco Chiusoli, Giorgio Tonini e Luigi Viviani.
Nel 2003 il movimento annovera più di 5.500 aderenti presenti in tutte le regioni italiane, quattro consiglieri regionali e oltre 200 fra consiglieri provinciali e comunali. Nel 2004 il movimento si è formalmente costituito in associazione, con coordinamenti regionali e provinciali, all'interno del Partito Democratico.
Nel 2006 sono eletti Mimmo Lucà, Giorgio Tonini, Donata Lenzi e Marcella Lucidi. Nella XVII legislatura (dal 2013 al 2018) contano 4 parlamentari nel gruppo del Partito Democratico: Mimmo Lucà, Paolo Corsini, Donata Lenzi e l'eletto all'estero Fabio Porta.

## Assemblee nazionali
- Convenzione Nazionale Costituente - Roma, 9 ottobre 1993 - Cristiano Sociali. Una presenza nello schieramento progressista
- I Assemblea Nazionale - Chianciano, 18-19 febbraio 1995 - Organizzare la speranza: i cristiani nella coalizione democratica
- II Assemblea Nazionale - Chianciano, 15-17 settembre 1995 - L'Ulivo: le radici, il futuro
- III Assemblea Nazionale - Roma, 11-13 aprile 1997 - Una sinistra democratica per un'Italia solidale
- IV Assemblea Nazionale - Montecatini Terme, 29-31 maggio 1998 - Una sinistra rinnovata per una Europa del lavoro e della solidarietà
- V Assemblea Nazionale - Chianciano, 22-24 ottobre 1999 - Cristiani a sinistra
- VI Assemblea Nazionale - Roma, 2-3 febbraio 2001 - L'impegno dei Cristiano Sociali nei Democratici di Sinistra per la vittoria dell'Ulivo
- VII Assemblea Nazionale - Chianciano, 1-2 marzo 2003 - La laicità della politica per la pace, la giustizia, la solidarietà
- VIII Assemblea Nazionale - Roma, 16-17 marzo 2007 - Cristiani nel partito dell'Ulivo. Buona politica, laicità, riformismo solidale

## Coordinatori nazionali
- Pierre Carniti (1993-1999)
- Giorgio Tonini (1999-2003)
- Mimmo Lucà (2003-in carica)

## Presidenti nazionali
- Ermanno Gorrieri (1993-1999)
- Mimmo Lucà (1999-2003)